# Rosen Plevneliev
Rosen Asenov Plevneliev (tiếng Bulgaria: Росен Асенов Плевнелиев; sinh ngày 14 tháng 5 năm 1964) là một chính khách người Bulgaria. Ông giữ chức vụ tổng thống Bulgaria, nhiệm kỳ từ ngày 22 tháng 1 năm 2012 đến ngày 22 tháng 1 năm 2017

## Gia đình
Rosen Plevneliev sinh ra tại Gotse Delchev. Mẹ là Slavka Plevnelieva, một giáo viên. Cha của ông là Asen Plevneliev, hoạt động trong Đảng Cộng sản Bulgaria..
Ông kết hôn với nhà báo Yuliyana Plevnelieva và có ba người ba con trai: Phillip, Asen và Pavel. Ngoài tiếng mẹ đẻ là Bulgaria, ông cũng có thể nói tiếng Anh và tiếng Đức.